# Vita huset (TV-serie)
Vita huset (engelska: The West Wing) är en amerikansk TV-serie som handlar om några medarbetare i personalen närmast en fiktiv demokratisk president i USA spelad av Martin Sheen. TV-serien skapades av Aaron Sorkin och denne skrev merparten av avsnittet fram till dennes avhopp efter fjärde säsongens slut. Därefter togs produktionen över av den tidigare medproducenten John Wells, som tidigare även producerat Cityakuten. 
Serien premiärsändes i TV-nätverket National Broadcasting Company (NBC) i USA den 22 september 1999 och producerades av Warner Bros. Det sista avsnittet efter sju säsonger sändes i USA den 14 maj 2006. Serien har visas över hela världen. 
Seriens originaltitel, The West Wing, åsyftar Vita husets västra flygel där ovala rummet och presidentens närmaste medarbetare i staben har sina kontor.

## Handling

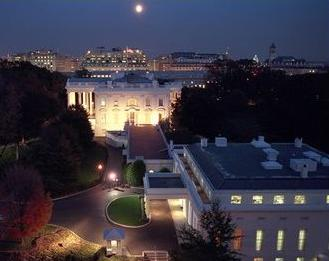
Vita husets västra flygel, där ovala rummet är beläget.

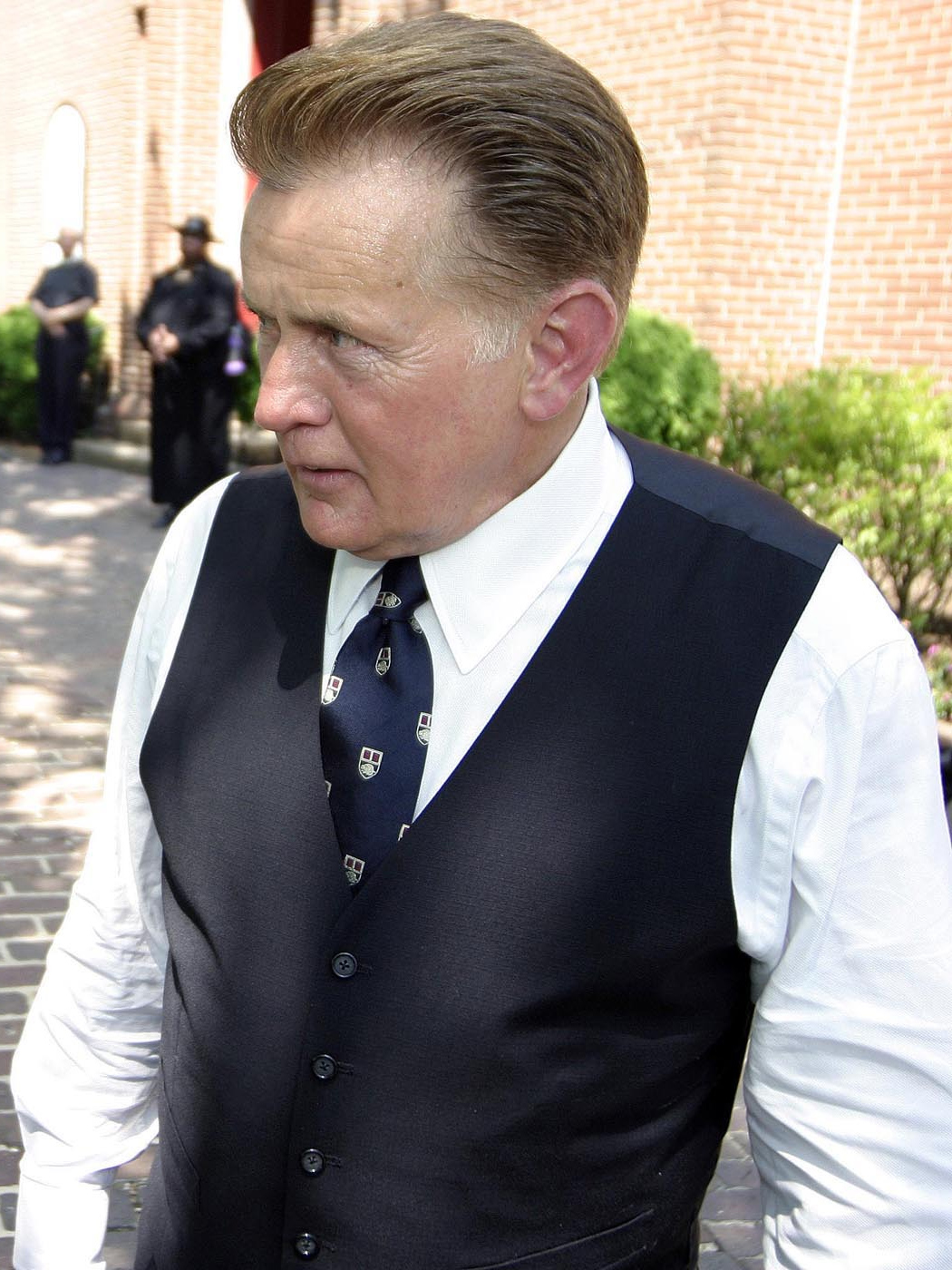
Martin Sheen spelar president Jed Bartlet.

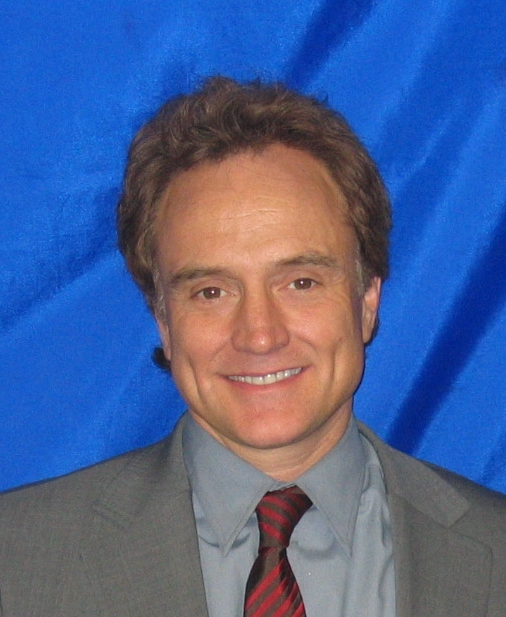
Bradley Whitford spelar Josh Lyman.

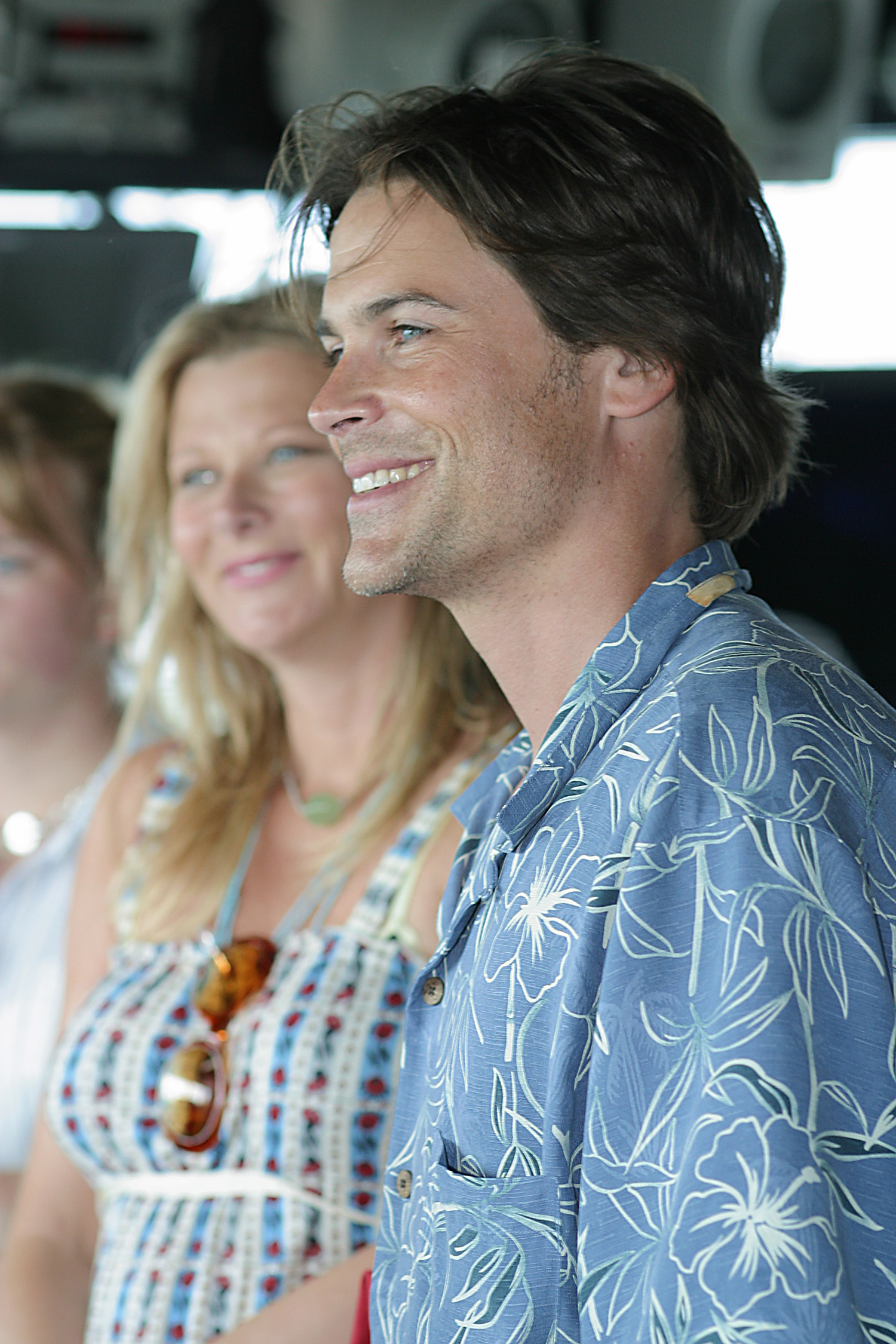
Rob Lowe var tänkt som huvudperson, men skrevs ut efter fyra säsonger.

Vita huset använder, liksom de flesta dramaserier, längre storylines över flera avsnitt eller hela säsonger. Varje avsnitt följer president Bartlet och hans personal genom olika lagstiftningsprocesser och politiska skeenden. Handlingen kan variera från hemliga förhandlingar med kongressen (avsnittet Five Votes Down) till personliga ämnen som sex (Pilot, Take out the Trash Day) och droger (en större linje under första och andra säsongerna).
Den första säsongen skildrar Bartletadministrationens andra år, när medarbetarna fortfarande försöker hitta sina yrkesroller, samtidigt som de försöker stifta lagar. Den andra säsongen för in skandalerna i Vita huset när presidentens multipel skleros (MS) kommer fram och han hotas av riksrättsåtal, vilket leder till att han måste besluta sig för om han ska ställa upp till omval. De tredje och fjärde säsongerna skildrar presidentvalskampanjen, och såväl inhemsk som utländsk terrorism. I den femte säsongen får presidenten handskas mer med utrikespolitiska ärenden, medan han tvingas ta itu med budgetförhandlingarna med den nye talmannen i USA:s representanthus. Den sjätte säsongen kretsar kring sökandet efter en efterträdare till Bartlet. I den sjunde säsongen läcker konfidentiell information till pressen, medan kampen om nästa presidentperiod fortsätter.

## Medverkande
Vita huset har ett stort antal centrala figurer för att visa de komplexa arbetsuppgifterna som utgör det dagliga arbetet i att leda en supermakt. Presidenten och hans fru, medarbetare och rådgivare är i handlingens centrum. Många bifigurer återkommer regelbundet och breddar handlingen.
Följande tabell redovisar huvudpersonerna i TV-serien.
| Skådespelare      | Roll                    | Befattning | Säsonger     | Säsonger     | Säsonger  | Säsonger  | Säsonger  | Säsonger  | Säsonger  |
| Skådespelare      | Roll                    | Befattning | 1            | 2            | 3         | 4         | 5         | 6         | 7         |
| ----------------- | ----------------------- | --- | ------------ | ------------ | --------- | --------- | --------- | --------- | --------- |
| Rob Lowe          | Sam Seaborn             | Biträdande kommunikationschef (säsongerna 1–4) Biträdande stabschef (säsong 7)                                                                             | Huvudroll    | Huvudroll    | Huvudroll | Huvudroll |           |           | Å         |
| Moira Kelly       | Mandy Hampton           | Mediakonsult | H            |              |           |           |           |           |           |
| Dulé Hill         | Charlie Young           | Presidentens personlige assistent (säsongerna 1–6) Stabschefens biträdande specialassistent (säsongerna 6–7)                                               | Huvudroll    | Huvudroll    | Huvudroll | Huvudroll | Huvudroll | Huvudroll | Huvudroll |
| Allison Janney    | C.J. Cregg              | Pressekreterare (säsongerna 1–6) Stabschef (säsongerna 6–7)                                                                                                | Huvudroll    | Huvudroll    | Huvudroll | Huvudroll | Huvudroll | Huvudroll | Huvudroll |
| Richard Schiff    | Toby Ziegler            | Kommunikationschef | Huvudroll    | Huvudroll    | Huvudroll | Huvudroll | Huvudroll | Huvudroll | Huvudroll |
| John Spencer      | Leo McGarry             | Stabschef (säsongerna 1–6) Presidentrådgivare (säsong 6) Demokraternas vicepresidentkandidat (säsong 7)                                                    | Huvudroll    | Huvudroll    | Huvudroll | Huvudroll | Huvudroll | Huvudroll | Huvudroll |
| Bradley Whitford  | Josh Lyman              | Biträdande stabschef (säsongerna 1–6) Chef för Santoskampanjen (säsongerna 6–7) Tillträdande stabschef (säsong 7)                                          | Huvudroll    | Huvudroll    | Huvudroll | Huvudroll | Huvudroll | Huvudroll | Huvudroll |
| Martin Sheen      | Josiah "Jed" Bartlet    | USA:s president | Huvudroll    | Huvudroll    | Huvudroll | Huvudroll | Huvudroll | Huvudroll | Huvudroll |
| Elisabeth Moss    | Zoey Patricia Bartlet   | Presidentens yngsta dotter (säsongerna 1–2, 4–7) | Huvudroll    | Huvudroll    | Huvudroll | Huvudroll | Huvudroll | Huvudroll | Huvudroll |
| Janel Moloney     | Donna Moss              | Josh Lymans assistent (säsongerna 1–6) Russellkampanjens talesperson, Santoskampanjens talesperson (säsongerna 6–7) USA:s första dams stabschef (säsong 7) | Å            | Huvudroll    | Huvudroll | Huvudroll | Huvudroll | Huvudroll | Huvudroll |
| Stockard Channing | Abigail "Abbey" Bartlet | USA:s första dam | Återkommande | Återkommande | Huvudroll | Huvudroll | Huvudroll | Huvudroll | Huvudroll |
| Joshua Malina     | Will Bailey             | Biträdande kommunikationschef (säsongerna 4–5) Vicepresident Russells stabschef (säsongerna 5–7) Vita husets kommunikationschef (säsong 7)                 |              |              |           | Huvudroll | Huvudroll | Huvudroll | Huvudroll |
| Mary McCormack    | Kate Harper             | Biträdande nationell säkerhetsrådgivare (säsong 5–7) |              |              |           |           | Å         | Huvudroll | Huvudroll |
| Jimmy Smits       | Matt Santos             | Representanthusledamot från Texas (säsong 6) Demokraternas presidentkandidat (säsongerna 6–7) USA:s tillträdande president (säsong 7)                      |              |              |           |           |           | Huvudroll | Huvudroll |
| Alan Alda         | Arnold Vinick           | Senator från Kalifornien (säsong 6) Republikanernas presidentkandidat (säsongerna 6–7) Föreslagen utrikesminister (säsong 7)                               |              |              |           |           |           | Huvudroll | Huvudroll |
| Kristin Chenoweth | Annabeth Schott         | Biträdande pressekreterare (säsong 6) Medarbetare i Santoskampanjen (säsong 7) Presidenthustruns pressekreterare (säsong 7)                                |              |              |           |           |           | Å         | H         |

Alan Alda och George C. Scott var två av flera skådespelare som producenterna hade i åtanke för rollen som president Bartlet. Alda kom senare att medverka i serien som republikansk presidentkandidat. Efter den första säsongen har flera rollfigurer tillkommit. Den första förändringen kom i och med att Mandy Hampton (Moira Kelly) skrevs ut, utan kommentarer, redan efter ett tiotal avsnitt. Under fjärde säsongen utgick Sam Seaborn (Rob Lowe) från serien trots att han från början var tänkt att vara seriens huvudperson. Joshua Malina som Will Bailey tillkom under fjärde säsongen och senare likaså Kristin Chenoweth som Annabeth Schott, Mary McCormack som Kate Harper, Jimmy Smits som representanthusledamoten Matt Santos, och Alan Alda som senator Arnold Vinick.
Utöver de centrala rollfigurerna har många berömda skådespelare gästspelat i serien – Christian Slater som Jack Reese, John Goodman som talman och vikarierande president, Timothy Busfield som journalist och C.J. Creggs kärleksintresse, Mary-Louise Parker som inflytelserik politiskt konsult, Lily Tomlin som presidentens sekreterare, Oliver Platt som Vita husets chefsadvokat, Matthew Perry som biträdande jurist, liksom flera musikartister, såsom Yo-Yo Ma, Jon Bon Jovi och James Taylor, samt trollkarlarna Penn & Teller.
Skådespelarna som omnämns i förtexterna tjänade cirka 75 000 dollar per avsnitt, bortsett från Sheen, som fick ungefär 300 000 dollar per avsnitt. Rob Lowe hade också sexsiffrigt arvode, eftersom hans rollfigur från början var tänkt som en mer central figur. Lönekillnaderna ledde till kontrakten ifrågasattes offentligt, särskilt av Janney, Schiff, Spencer och Whitford. Under löneförhandlingar 2001 hotade de med stämning för kontraktsbrott, men tillsammans lyckades de övertyga Warner Brothers att mer än fördubbla deras löner.
Serien led en oväntad förlust i och med att Spencer avled i december 2005. Spencer drabbades av en hjärtattack, omkring ett år efter att hans rollfigur fått en hjärtattack i serien. Inför seriens avslutning fick hans karaktär McGarry en hjärtattack och avled (under valnatten).

## Om serien

### Ursprung
Serien utvecklades bland annat ur oanvänt material från Aaron Sorkins tidigare film Presidenten och miss Wade (1995). (Den första versionen av manuset skulle ha renderat en film på över tre timmar.) Beslutet att göra en TV-serie var inte okomplicerat. Sorkin har i en intervju berättat att det fanns sex punkter som talade mot att Vita huset skulle bli gjord:
- serien utspelar sig i Washington
- den handlar om politik
- den handlar om USA:s president
- den har två judar i huvudrollerna
- en av huvudpersonerna har skägg
- den bygger på dialog, snarare än bilder

Förutom Presidenten och miss Wade återanvände Sorkin också ibland element från sin tidigare TV-serie Sports night, till exempel rollfigurer och intriger, men man kan även återfinna samma kvicka dialoger som i Sorkins övriga teater- och filmmanuskript, till exempel filmen På heder och samvete.
Under de första fyra säsongerna skrev Aaron Sorkin nästan varenda avsnitt i serien själv. De extrema kraven gjorde att Sorkin ofta fick svårt att hinna med, vilket ledde till förseningar och budgetöverträdelser. Efter den fjärde säsongen, när Sorkin bland annat blev gripen för narkotikainnehav, beslutade han sig för att upphöra som författare för serien.
Sorkin hade från början tänkt att centrera serien kring Sam Seaborn, presidentens vice kommunikationschef, som främst sysslar med att skriva tal till presidenten, en rollfigur som delvis sägs bygga på George Stephanopoulos, en av Bill Clintons rådgivare. Presidenten skulle egentligen inte ha medverkat i serien, eller bara som en bifigur. Sheens rollprestation i de första avsnitten gjorde dock att presidenten fick allt mer uppmärksamhet ju längre serien pågick, varpå fokus försvann mer och mer från Seaborn, något som blev en av orsakerna till att Lowe bestämde sig för att lämna serien.

### Stil och politiskt innehåll
Med en budget på sex miljoner dollar (motsvarande ungefär 62 miljoner kronor, budgeten för tre svenska långfilmer) per avsnitt, har serien hög filmisk känsla och har fått flera priser för produktionen i sig. Men många i filmbranschen menar att framgången ändå bygger på Sorkins blixtsnabba och spirituella dialoger.
En enorm kulissversion av det verkliga Vita huset gör att det går att spela in långa tagningar medelst kamerastabilisator och få filmklipp när rollfigurerna går och pratar i korridorerna, något som blev ett kännetecken för serien. En typisk scen i Vita huset följer två rollfigurer som samtalar med varandra medan de vandrar i en korridor; den ena personen avviker och en tredje person sluter upp i stället och inleder ett annat samtal. De här långa tagningarna tillåter serien att göra utförliga avhandlingar av olika ämnen via många rollfigurer, trots att det blir litet upphugget. Richard Schiff som spelar Toby Ziegler menar i en intervju på DVD-utgåvan till första säsongen att Vita huset är det närmaste man kommer teaterskådespeleri på TV. Samma DVD-utgåva menar också att det är Thomas Schlamme, pilotavsnittets regissör, som införde den typen av scener.
Ett typiskt Vita huset-avsnitt följer presidenten och hans närmaste medarbetare under flera olika samtidiga problem. Det pågår ofta flera olika intriger parallellt, även om de ofta är tematiskt sammanknutna.
TV-serien är inte en exakt återgivning av arbetet i det verkliga Vita huset, eftersom ett visst mått av tillspetsad dramatik måste finnas för att fånga publikens intresse. Dock har tidigare medarbetare från Vita huset enats om att serien ”fångar känslan (i Vita huset), fast med tusentals odramatiska detaljer borttagna”. Den tidigare pressekreteraren för Vita huset Dee Dee Myers och opinionsundersökningsledaren Patrick Caddell arbetade som konsulter för serien från starten, och hjälpte både manuskriptförfattare och skådespelare att gestalta presidentkansliet på ett trovärdigt sätt. Även flera tunga namn har berömt serien för dess trovärdiga bild av Vita huset, bland andra före detta utrikesministern Henry Kissinger, president George W. Bushs högste rådgivare Karl Rove, samt de tidigare presidenterna Gerald Ford, Jimmy Carter och Bill Clinton.
Matthew Miller, tidigare medarbetare i Vita huset, har påpekat att serien ”fångar tittare genom att göra den mänskliga sidan av politiken mer verklig – eller åtminstone mer verklig än bilden vi får från nyheterna”. Miller hävdar också, att genom att porträttera politiker med empati har serien skapat en motbild till den cyniska bilden av politiker i massmedia. 
Kritiker av serien kallar den ibland för ”The Left Wing” (’vänsterflygeln’), för att den gestaltar en (i amerikansk kontext) vänsterorienterad (Demokratiska partiet) administration. Vissa menar att serien är en revisionistisk bild av Bill Clintons tid som president – ett försök att få allmänheten att glömma Lewinskyaffären och Whitewaterskandalen. Ändå har många republikaner tyckt om serien. 
När Sorkin lämnade serien efter den fjärde säsongen, väntade sig många att serien skulle gå från vänsterorienteringen till att hamna mer i den politiska mittfåran, och att den skulle bli mindre dialogdriven och mer intrigdriven (som producenten Wells andra stora TV-serie Cityakuten). Det fick en del av seriens fans att protestera och till och med propagera för att den skulle läggas ner. Trots det hade seriens sista säsong ungefär åtta miljoner tittare i USA.

### Serien och verkligheten
TV-serien Vita huset tog ofta upp aktuella eller tidigare politiska ämnen till grundliga diskussioner. Den första gången serien hamnade i hetluften var under andra säsongen när president Bartlet tillrättavisar den fiktiva radioprataren Dr Jenna Jacobs för hennes åsikter om homosexuella. Dr Jacobs sägs vara en karikatyr av Dr Laura Schlessinger som uttalat kontroversiella åsikter om homosexualitet. Många av presidentens bibelcitat i samtalet med Jacobs tros komma från ett offentligt brev som cirkulerade på Internet tidigt i maj 2000.
Under den andra och tredje säsongen skakas Bartletadministrationen av en skandal som har jämförts med Lewinskyaffären, i och med att Bartlet hade dolt för väljarna att han hade blivit diagnostiserad med multipel skleros (MS) några år tidigare. Han utreds av en kongress som leds av republikanerna och tvingas till slut att ta emot en reprimand. Förespråkare för olika MS-grupper har hyllat serien för dess trovärdiga skildring av de symptom och framtidsutsikter som MS medför, framför allt att MS inte är dödligt. Det nationella MS-förbundet i USA meddelade att ”Eftersom Vita huset är en fiktion och inte en medicinsk dokumentär, skulle författarna kunnat ha förvrängt fakta om MS för att skapa en spännande historia [men det gjorde de inte].”
Efter att den republikanske George W. Bush blev vald till president 2000 undrade många om TV-seriens vänsterorientering inte skulle förlora sin aktualitet och relevans, men genom att fokusera på många av samma frågor som Bushadministrationen ställdes inför, ur ett demokratiskt perspektiv, lyckades serien trots allt behålla sin breda tittarbas av både republikaner och demokrater.
I kölvattnet av terroristattackerna den 11 september 2001 blev premiären av den tredje säsongen uppskjuten en vecka, som för de flesta amerikanska TV-serier. Istället skrevs ett specialavsnitt som började spelas in den 21 september och som visades den 3 oktober. Isaac and Ishmael, som avsnittet kallades, blev det första TV-serieavsnittet som spelades in efter attackerna mot bland annat World Trade Center. Trots att avsnittet handlar om att terrorism faktiskt finns i USA finns det inga specifika referenser till 11 september-attentatet. Avsnittet fick blandat mottagande, men visade på seriens förmåga att vara flexibel och dagsaktuell.
I de sjätte och sjunde säsongerna utforskar Vita huset en läcka av topphemlig information om den internationella rymdstationen. Storyn har jämförts med Plameaffären, där en hemlig CIA-agents identitet avslöjades i tidningen Washington Post av en republikansk politisk kommentator. Liksom i verkligheten sätts en journalist i fängelse för att ha vägrat avslöja sin källa. Plameaffären utreds fortfarande, men vicepresidentens stabschef, Lewis Libby, har tvingats avgå.
Andra frågor som har skildrats i Vita huset:
- Nordkoreas och Irans kärnvapen-upprustning
- de ansträngda relationerna mellan Indien och Pakistan
- CAFTA – handelsavtalet mellan de centralamerikanska nationerna
- fredsprocessen och terrorismen i Israel, Västbanken och Gazaremsan
- folkmordet i Darfur i Sudan

För det fiktiva presidentvalet 2006 valde manusförfattarna att göra en äldre senator från västra USA, som ansågs ideologiskt ligga i mitten, till republikanernas presidentkandidat och en ung man tillhörande en etnisk minoritet till demokraternas. Båda kandidaternas sades av seriens producenter vara baserade på just John McCain respektive Barack Obama. McCain och Obama var presidentkandidater för republikaner respektive demokrater i presidentvalet 2008. Det kan dock påpekas att i serien tog det fram till konventet, efter primärvalen, för demokraterna att välja sin kandidat.

## Mottagande

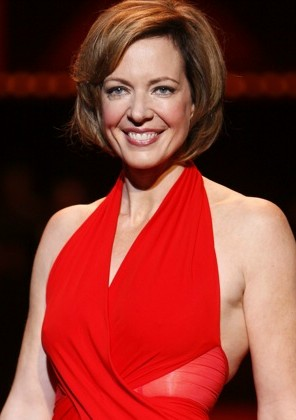
Allison Janney (2008)

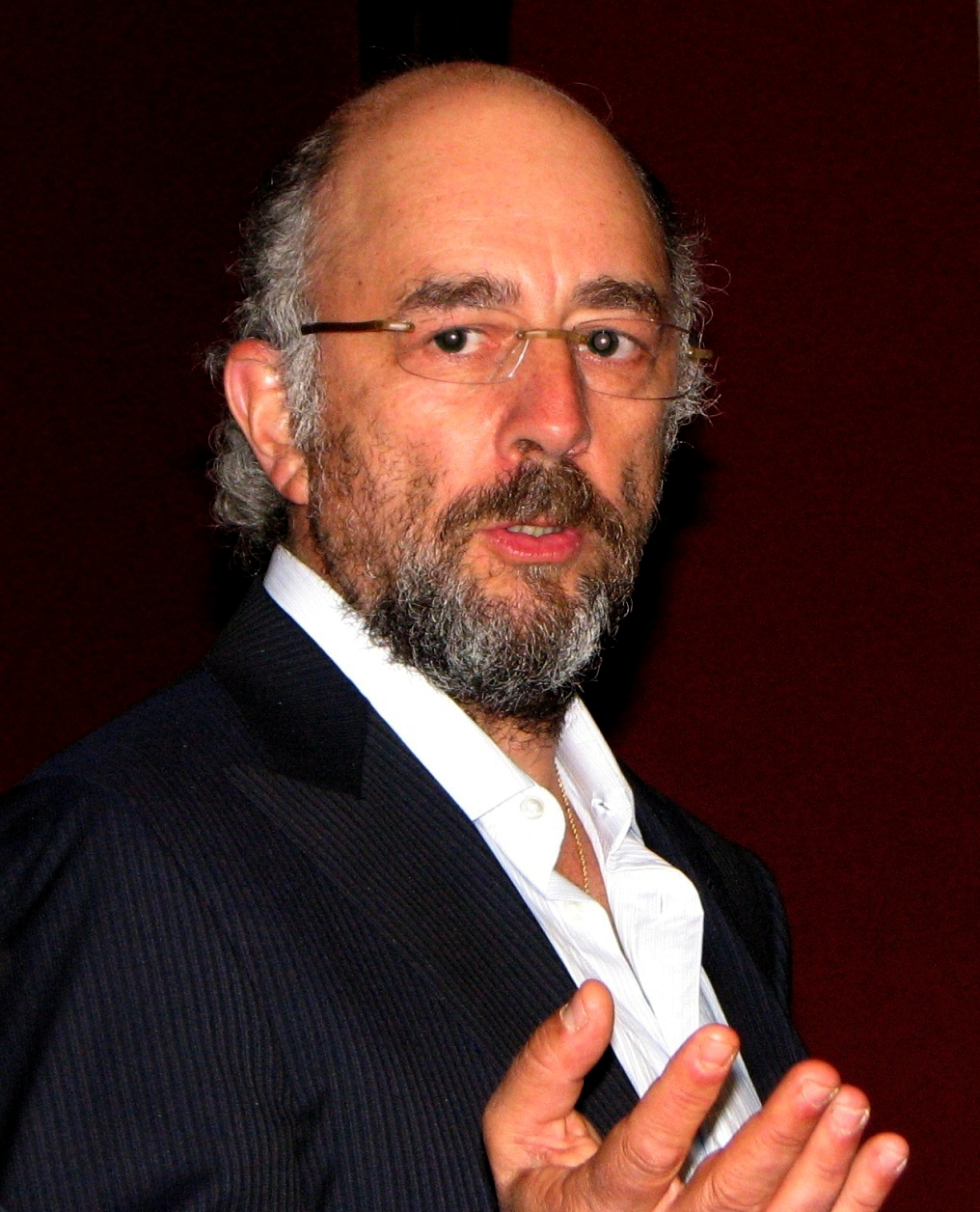
Richard Schif (2009)

Den neokonservative politiske kommentatorn och New York Post kolumnisten Norman Podhoretz skrev i The Weekly Standard 27 mars 2000 att serien är "politisk pornografi för liberaler" samt att den enbart är en "eskapistisk fantasi" tillrättalagd utan verklighetens intriger och maktspel.
Populariteten för serien sjönk under de sista åren, men var fram till sitt slut fortfarande en av de mest populära TV-serierna bland högutbildade och höginkomsttagare. 
Den 31 januari 2006 inträffade i Storbritannien den märkliga ”Vita huset-intrigen” efter att en konservativ parlamentsledamot hade sett avsnittet A good day från seriens sjätte säsong och inspirerats till en intrig som lyckades fälla premiärminister Tony Blairs regering i underhuset.

### Priser
Från det allra första avsnittet fick serien mycket goda recensioner från TV-kritiker, politiska experter och tidigare medarbetare från det verkliga Vita huset. Under den första säsongen fick Vita huset sammanlagt nio Emmy Award-utmärkelser, vilket är det högsta antalet någon serie har vunnit samma säsong. Serien har dessutom vunnit Emmy för ”bästa dramaserie” fyra år i rad (2000–2003), vilket gör att den ligger på delad förstaplats tillsammans med Spanarna på Hill Street och Lagens änglar i den kategorin. Sammanlagt har Vita huset vunnit 24 Emmy- och 2 Golden Globe-priser. Serien har dessutom vunnit två Screen Actors Guild-priser (SAG) (2000 och 2001).
Följande tabell visar vilka skådespelarpriser serien har fått:
| Skådespelarpriser | Pris                                                                                        | Not           |
| ----------------- | ------------------------------------------------------------------------------------------- | ------------- |
| Stockard Channing | Emmy, bästa kvinnliga biroll (2002)                                                         | [ 10 ]        |
| Allison Janney    | Emmy, bästa kvinnliga biroll (2000, 2001)                                                   | [ 11 ] [ 12 ] |
| Allison Janney    | Emmy, bästa aktris (2002, 2004)                                                             | [ 13 ] [ 14 ] |
| Allison Janney    | Screen Actors Guild Award, bästa prestation av en aktris i en dramaserie (2000, 2001)       | [ 15 ] [ 16 ] |
| Richard Schiff    | Emmy, bästa manliga biroll (2000)                                                           | [ 17 ]        |
| Martin Sheen      | Golden Globe, bästa skådespelare i dramaserie (2001)                                        | [ 18 ]        |
| Martin Sheen      | Screen Actors Guild Award, bästa prestation av en skådespelare i en dramaserie (2000, 2001) | [ 15 ] [ 16 ] |
| John Spencer      | Emmy, bästa manliga biroll (2002)                                                           | [ 19 ]        |
| Bradley Whitford  | Emmy, bästa manliga biroll (2001)                                                           | [ 20 ]        |
| Alan Alda         | Emmy, bästa manliga biroll (2006)                                                           | [ 21 ]        |

| Ensemble- och produktionspriser             | Pris                                                                            | Not           |
| ------------------------------------------- | ------------------------------------------------------------------------------- | ------------- |
| Ed Greene, Andy Strauber                    | Emmy, outstanding multi-camera sound mixing for a series or special (2006)      |               |
| Christopher Misiano                         | Emmy, bästa regi (2003)                                                         | [ 22 ]        |
| Hela produktionen                           | Golden Globe, bästa dramaserie (2001)                                           | [ 18 ]        |
| Hela produktionen                           | Emmy, bästa dramaserie (2000, 2001, 2002, 2003)                                 |               |
| Hela skådespelarensembeln                   | Screen Actors Guild Awards, bästa skådespelarensemble i dramaserie (2000, 2001) | [ 15 ] [ 16 ] |
| Kevin Scott, John Levey, Barbara Miller     | Emmy, bästa casting (2000, 2001)                                                |               |
| Thomas Schlamme                             | Emmy, bästa regi (2000, 2001)                                                   | [ 23 ] [ 24 ] |
| Thomas Del Ruth                             | Emmy, outstanding cinematography for a single camera Series (2000, 2001)        | [ 25 ] [ 26 ] |
| Bill Johnson                                | Emmy, outstanding single camera picture editing for a serie (2001)              | [ 27 ]        |
| Mark Weingarten, Gary D. Rogers, Dan Hiland | Emmy, outstanding single camera sound mixing for a serie (2001)                 |               |
| W.G. Snuffy Walden                          | Emmy, bästa signaturmelodi (2000)                                               | [ 28 ]        |
| Aaron Sorkin, Rick Cleveland                | Emmy, bästa manuskript för en dramaserie (avsnittet In excelsis deo) (2000)     |               |

Totalt har Vita huset vunnit 88 större priser och nominerats till ytterligare 173 priser. Bland annat vann W.G. Snuffy Walden BMI TV Music Award för sex år i rad (2000–2005) för TV-seriens vinjettmusik.

### Visning i Sverige
I Sverige köpte Sveriges Television in sändningsrättigheterna och det första avsnittet visades 30 oktober 2000 i SVT1 klockan 22:00. Expressen gjorde i oktober 2002 ett reportage där dåvarande statsminister Göran Persson och flera av dennes medarbetare (bland annat Lars Danielsson, Jan Larsson, Sten Olsson och Pär Nuder) yttrade sina tankar om serien och jämförelser med deras egna jobb och kollegor i Statsrådsberedningen.
Vita huset har från 2008 visats i repris på Kanal 9.